# 怪しい家政婦
『怪しい家政婦』（あやしいかせいふ、수상한 가정부）は、2013年9月23日から2013年11月26日まで韓国SBSで放送されたテレビドラマである。日本で2011年に放送された松嶋菜々子主演のドラマ『家政婦のミタ』の大幅リメイクとして放送された。

## キャスト

### 幸せ紹介所
パク・ポンニョ - チェ・ジウ
本名パク・ウンス。表情の変化がない不思議な家政婦。命令されたことは何でもする。
ホン・ブンナム - キム・ヘスク
ボクニョをウン・サンチョルに派遣した家政婦紹介所所長。

### ウン家
ウン・サンチョル - イ・ソンジェ
4兄弟の父であり、建設会社の部長、固定給を信仰のように仕えて生きてきた。
ウン・ハンギョル - キム・ソヒョン
ウン・サンチョルの長女、母が死ぬ前に父が不倫を犯したことを知って極端に対立する。
ウン・ドゥギョル - チェ・サンウ
ウン・サンチョルの長男、勉強が苦手でぶらぶらしているように見えるが、家族を心から大切に思っている。
ウン・セギョル - ナム・ダルム
ウン・サンチョルの次男、幼いが現実感覚にすぐれた優等生で、それにはそれなりの事情がある。
ウン・ヘギョル - カン・ジウ
ウン・サンチョルの次女、知りたいことが多い5歳で母が死んでいないと固く信じて待っている。
ウ・ソニョン - キム・ヒジョン
4兄弟の母親であり、専業主婦、夫の不倫の事実を接して、家の近くの川に飛び込んで自殺している。

### ウ家
ウ・クムチ - パク・クニョン
サンチョルの義父、最初から婚前妊娠したソニョンとサンチョルのできちゃった結婚に反対している。
ウ・ナヨン - シム・イヨン
サンチョルの義妹、明るく天使のような性格でサンチョル家族を助けるが迷惑だけ及ぼす。

### オ家
オ・ナムジェ - イ・スンヒョン
元アナウンサー出身の父親。枯れていく妻の退屈な結婚生活の危機を感じている。
オ・オジン - ファン・ジェウォン
恵決意幼稚園の同級生であり、子供の隣、親に過剰保護を受けて性格が暴力的で狡猾である。
オジンの母 - パン・ウニ
オジンの母親。サンチョル家族に是非をかけるが、ボクニョを検出するたびに株式を取得するのが常。

### シン家
シン・ジョンマン - チョン・ソギョン
精肉店主、毎日同じ時間に表示されるボクニョの気品に反する。
ヤン・ミジャ - ラ・ミラン
ジョンマンの妻、夫をズボンの社長に掲げ実質的な権力を行使するの女主人である。
シン・ウジェ - パク・チビン
ジョンマン·ミジャの一人息子、無愛想に見えるが俗情が深くいっそうそば常に支給してくれる。

### チェ家
スヒョクの父 - イ・ヤンヒ
毎回事故を起こしてばかり、妻とスヒョクを苦しめ、父性愛とは爪の垢ほどもない。
チェ・スヒョク - ソ・ガンジュン
バンド部サークルのリーダーでハンギョルに気があったが、憂鬱で大変なハンギョルを見てすぐ考えをやめる。

### JK建設
ユン・ソンファ - ワン・ジヘ
サンチョルの後輩であり不倫相手、金のためなら愛を果敢に放棄することを知っている悪女である。
チェ・ギュドン - チョ・ヨヌ
サンチョルの後輩が職級は同じ部長である。不倫会社で危機を迎えたサンチョルを踏みつけてしまう。
イ・ドンシク - チャン・ソウォン
JK建設社員、普段サンチョルに良く接しているが、自分が危険にさらされたときにサンチョルも背を向ける驚くべき処世術を発揮する。
キム・グァジャン - ペク・スンヒョン
ヒーリングストーンプロジェクトメンバーだったが、サンチョル会社で左遷されると、急速に最ラインに並んで牛丼に口正しい言葉だけまくる。

### ボクニョの家族
チャン女史 - キム・ジスク
息子と孫が死んだことをボクニョからだと思い、ボクニョに絶対笑わないように言われた。
コ・ミングク - クァク・ドウォン
ボクニョの死んだ夫、善良な心の意思でありボクニョを執拗に追いかけるソ・ジフンによりよって死ぬことになる。ジュンホと共に亡くなったのは納骨堂の位牌から2008年11月25日である。
ゴ・ジュンホ
ボクニョの死んだ息子、宇宙飛行士が夢がでありボクニョのストーカーのソ・ジフンが犯した放火のために死ぬことになる。

### ボクニョの周辺人物
ソ・ジフン - ソン・ジョンホ
ボクニョの昔の課外学習、ボクニョをこっそり崇拝してボクニョの家を破綻させて身分を偽装して生きていく。原作での仁村美彦に該当するが義理の弟と言う設定ではない。
イ·テシク - チョン・ムンソン
ボクニョが働く銀賞鉄の家に脅迫メールをまで入れボクニョを執拗に追跡する城北警察署殺人探偵。

### 特別出演
ハンギョルの担任教師 - キム・グァンギュ
母が死んでからさまようハンギョルを気遣う。
セギョルの担任教師 - イム・ジギュ
初任給の教師と学士業務に上手ではない。
いじめ加害者 - カン・イソク
セギョルをいじめた火付け役、自分の意のままにされていない場合は、無慈悲に攻撃する。
クォン作家 - チョン・イェソ
ナムジェのブルリュンニョ、プログラムで進行者とスタッフに会って仕事をしながら情が出た。

## 議論
- 韓国女性労働者会と全国家庭管理士協会からは、ドラマで「家政婦」という言葉の使用の問題が提起され、タイトル表記はそのまま置いてシナリオでは、「家事手伝い」に置き換えた。